# Государственный геологический институт
Государственный геологический институт (пол. Państwowy Instytut Geologiczny), полное название Государственный геологический институт — Государственный исследовательский институт (пол. Państwowy Instytut Geologiczny – Państwowy Instytut Badawczy) — польский государственный научно-исследовательский институт, располагающийся в Варшаве и занимающийся всесторонними геологическими исследованиями в Польше, в том числе для дальнейшего прикладного применения в национальной экономике или составления геологических карт. С момента своего образования в 1919 году институт выполнял функции Государственной геологической и Государственной гидрогеологической служб. По профилю исследований схож с Геологической службой США.

## История

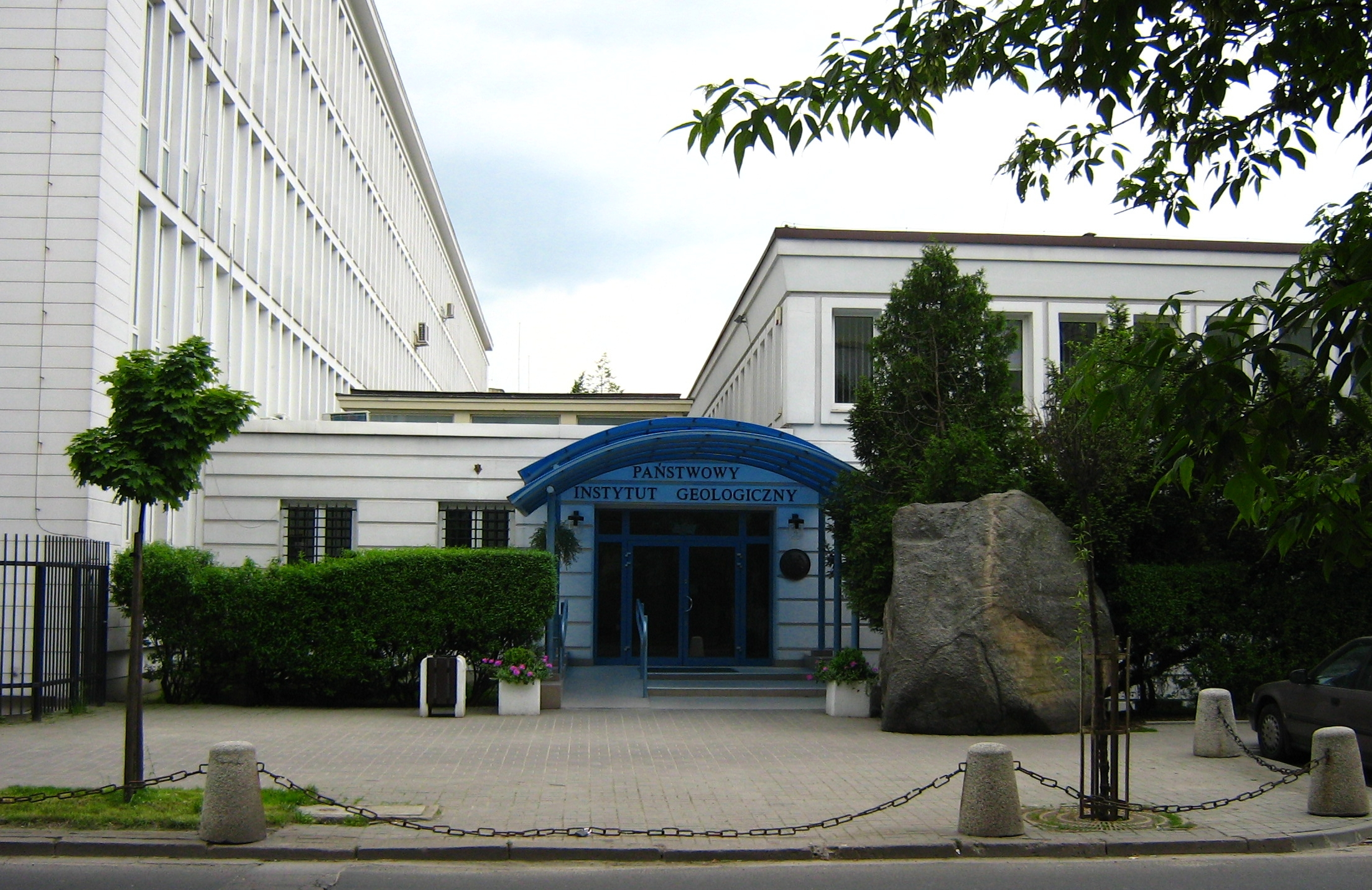
Вход в здание, проект Марека Лейкама

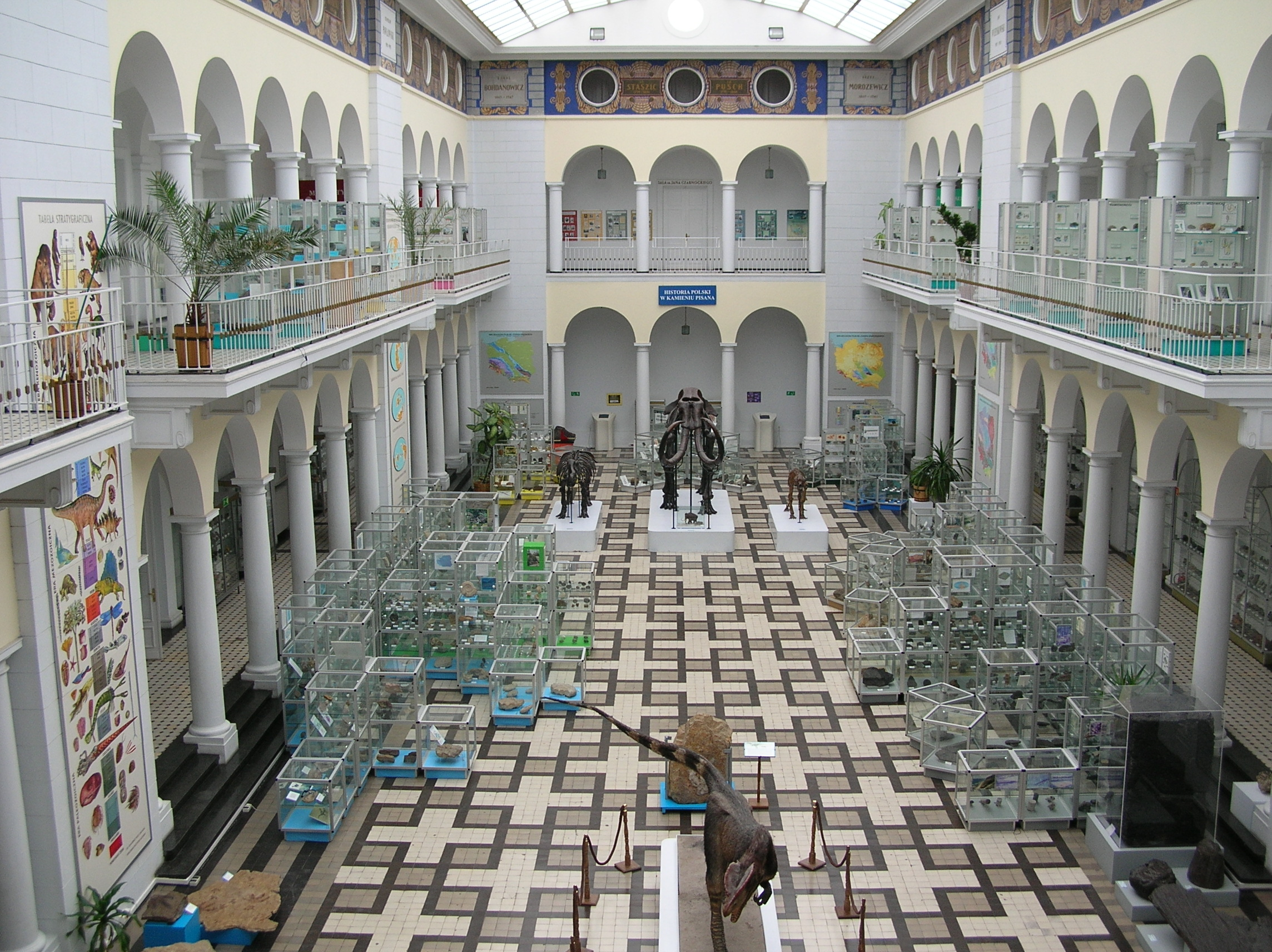
Вход в Геологический музей Государственного геологического института

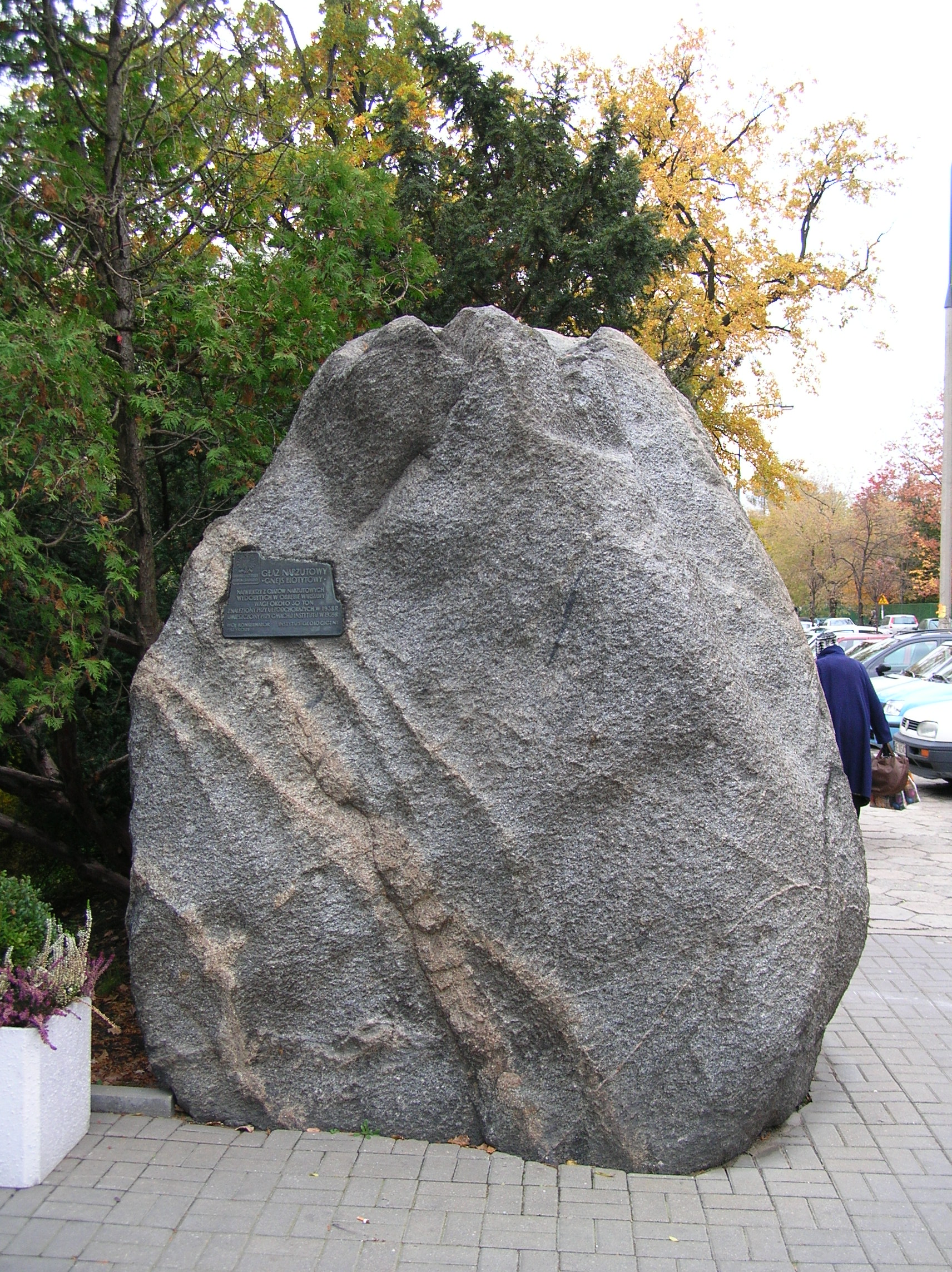
Гранитный эрратический валун у входа в институт

Первая концепция создания польского института или геологического учреждения была предложена Владиславом Шайнохой и Юзефом Морозевичем в начале XX века в Галиции. К образованию Государственного геологического института приложили руку многие люди, работавшие в трёх направлениях, в том числе Людомир Савицкий, Чеслав Кузняр, Станислав Малковский и Станислав Конткевич, последний руководитель Геологической лаборатории в Музее промышленности и торговли.
7 мая 1919 года был создан Государственный геологический институт. 28 февраля 1921 года был утверждён устав Государственного геологического института решением Совета Министров. Первым зданием, в котором располагался институт, был Дворец Сташица. Позже по проекту Мариана Лялевича в Мокотуве было построено частное здание: строительство велось в 1925—1930 годах, отделка была завершена в 1936 году. Дизайн выполнен в стиле классицизма XIX века с элементами архитектуры эпохи Возрождения.
Во время немецкой оккупации Польши институт был закрыт. В 1952 году официально был создан Геологический институт. В 1949—1955 годах по проекту Марека Лейкама было построено новое здание рядом со зданием Лялевича.

## Деятельность
Помимо научных исследований, Институт занимается популяризаторской, музейной и издательской работой. В частности, он издаёт серию геологических журналов (в том числе совместно со словацкими учреждениями выпускает международные Geological Quarterly и Geologia Carpathica) и редактирует крупнейший национальный геологический журнал Przegląd Geologiczny, публикуемый Министерством окружающей среды Польши, а также поддерживает один из крупнейших геологических музеев в Польше (Варшава, улица Раковецкая, дом 4). Региональные отделения института есть в Кракове, Сосновце, Кельце, Вроцлаве, Щецине и Гданьске, а в Люблине и Познани действуют независимые лаборатории.
Одна из главных задач Государственного геологического института — разработка геологических карт. Среди разработанных институтом карт выделяются Подробная геологическая карта Судетов (1:25 000), Подробная геологическая карта Польши (1:50 000), Геологическая карта Польши (1:200 000), Гидрогеологическая карта Польша (1:50 000 и 1:200 000) и Геолого-экономическая (Геоэкологическая) карта Польши (1:50 000). Помимо этого, институт занимается сбором документов и информации о геологических исследованиях, которые хранятся в Центральном (Национальном) геологическом архиве, филиалы которого располагаются при каждом региональном отделении. Ежегодно институт публикует информацию о запасах полезных ископаемых в Польше.